# Summertime: Willie Nelson Sings Gershwin
Summertime: Willie Nelson Sings Gershwin è un album in studio del cantante statunitense Willie Nelson, pubblicato nel 2016.
Si tratta di un album tributo a George Gershwin e Ira Gershwin.

## Tracce
1. But Not for Me – 3:16
2. Somebody Loves Me – 2:14
3. Someone to Watch Over Me – 4:05
4. Let's Call the Whole Thing Off (featuring Cyndi Lauper) – 3:06
5. It Ain't Necessarily So – 4:28
6. I Got Rhythm – 2:47
7. Love Is Here to Stay – 3:23
8. They All Laughed – 2:44
9. Embraceable You (featuring Sheryl Crow) – 3:38
10. They Can't Take That Away from Me – 2:54
11. Summertime – 3:52